# Ophisaurus compressus
Espèce
Synonymes
- Ophisaurus ventralis compressus Cope, 1900

Statut de conservation UICN

 LC  : Préoccupation mineure
Ophisaurus compressus est une espèce de sauriens de la famille des Anguidae.

## Répartition
Cette espèce est endémique des États-Unis. Elle se rencontre en Caroline du Sud, en Géorgie et en Floride.

## Publication originale
- Cope, 1900 : The crocodilians, lizards and snakes of North America. Annual report of the Board of Regents of the Smithsonian Institution, vol. 1898, p. 153-1270 (texte intégral).